# Kleintandzaagvis
De kleintandzaagvis of westelijke zaagvis (Pristis pectinata) is een vis uit de orde Rhinopristiformes.

## Kenmerken
Deze zandkleurige zaagvis heeft een slank lichaam met een platte kop en kleine, zijdelings ingeplante ogen. De mond en de kieuwspleten bevinden zich ventraal aan de onderzijde van de kop. De zaagvormige snuit bevat aan weerszijden 24 tot 32 tanden. Verder heeft hij forse borstvinnen en driehoekige rugvinnen. De soort kan wel 7,6 meter groot en 250 tot 300 kg worden. De 'zaag' zelf kan een lengte bereiken van wel 3 meter.

## Leefwijze
Het voedsel, dat bestaat uit kleine ongewervelden, wordt opgezogen. Ze prikken ook weleens in de bodem, om prooien op te woelen. De zaag wordt ook wel ingezet, door ermee rond te maaien in visscholen, waarna ze zich tegoed doen aan de dode of gewonde vissen. Het dier is zelden agressief, ondanks zijn vervaarlijke uiterlijk. Hij wordt alleen gevaarlijk bij gevangenneming of wanneer hij door duikers wordt lastiggevallen.

## Voortplanting
Een worp bestaat meestal uit 15 tot 20 jongen, die bij de geboorte een beschermend vliesje om hun zaagjes hebben. Zo wordt voorkomen dat de moeder gewond raakt.

## Verspreiding en leefgebied
Deze soort komt voor in de subtropische wateren van de Atlantische-, Indische- en Grote Oceaan tussen de lengtebreedtes 44° N en 37° S in ondiep water boven zand of slikbodems, bij stranden, in baaien en estuaria, maar ook in zoet water van rivieren.

## Status op de Rode Lijst
In de wateren bij West-Afrika bestaat er een gerichte visserij op haaien en roggen. Deze soort wordt ernstig overbevist. Het vlees wordt gegeten en de zaag wordt als souvenir verkocht. Daarnaast ondervindt de soort grote schade door ongewilde bijvangsten omdat deze soort snel verward raakt in netten. Doordat haaien en roggen zich veel minder snel voortplanten (K-strategie) dan de vissoorten waarop gejaagd wordt, zijn ze kwetsbaar voor uitsterven. Daarom staat de kleintandzaagvis als een ernstig bedreigde soort op de Rode Lijst van de IUCN.

## Galerij

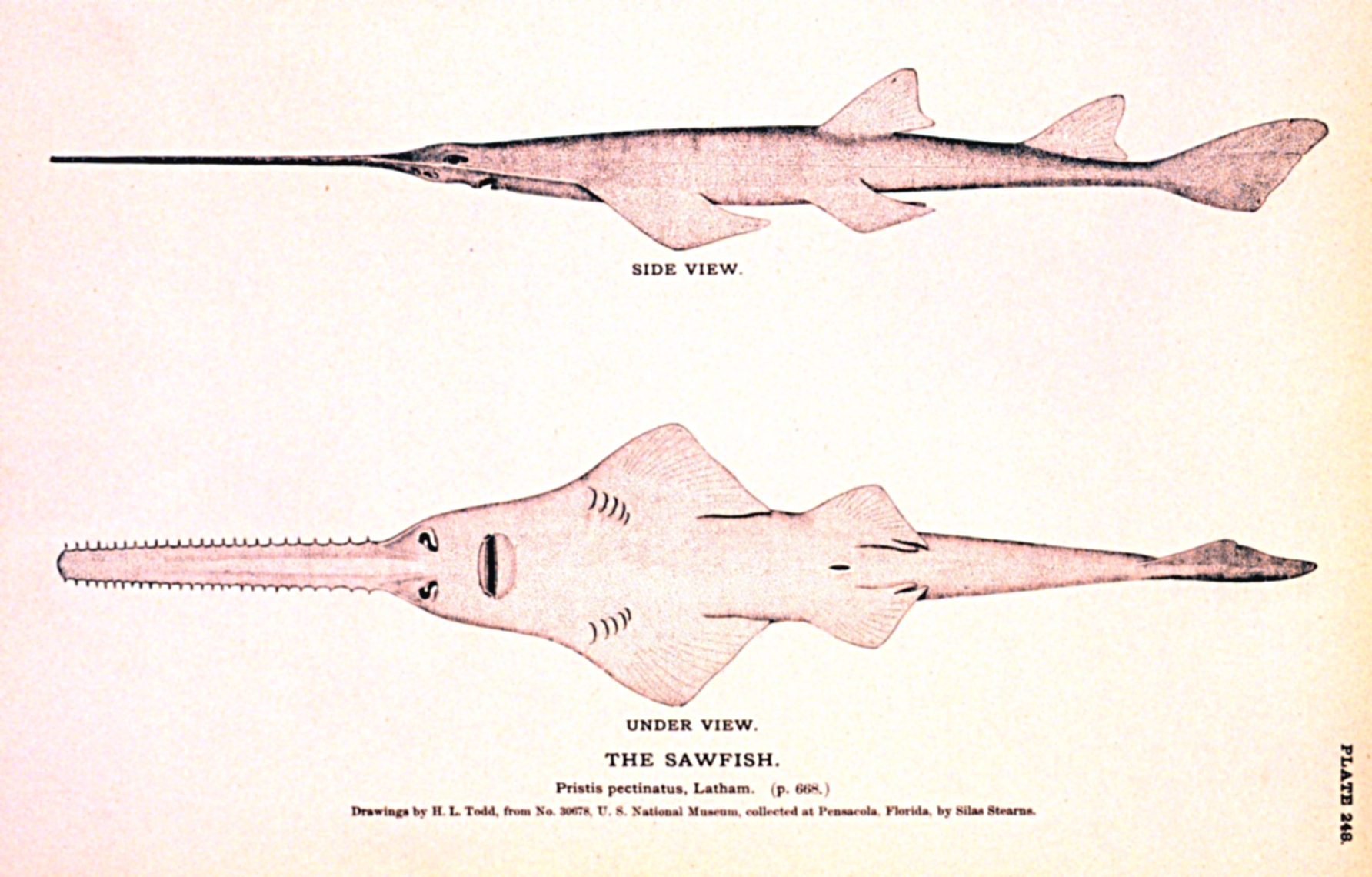
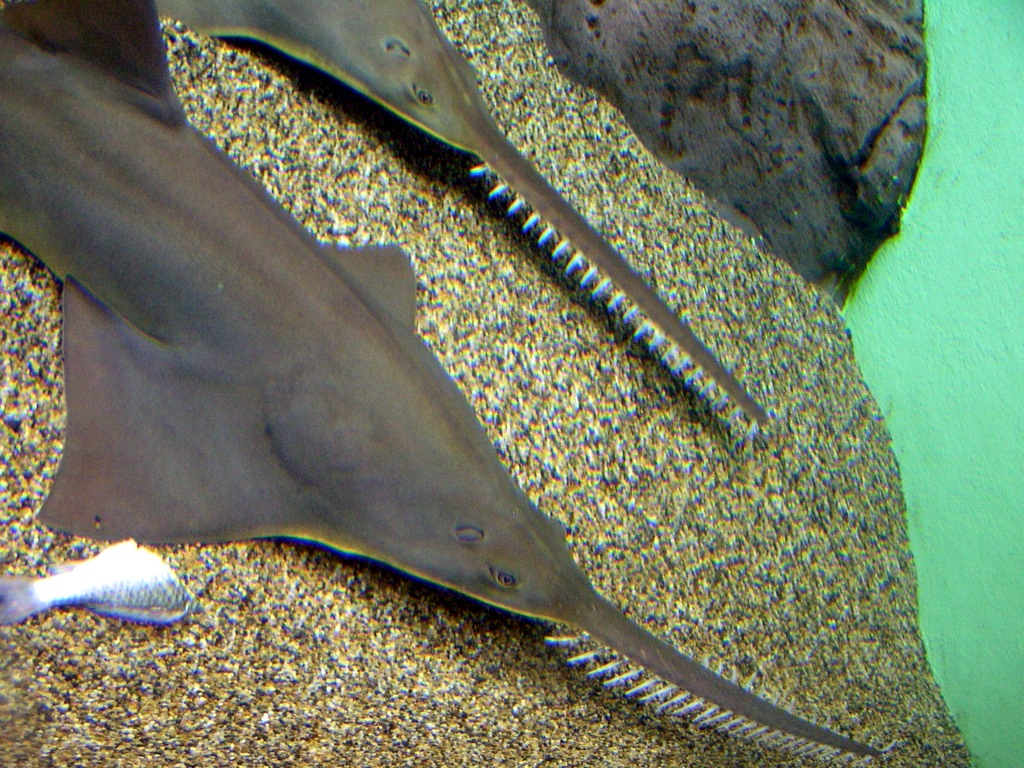
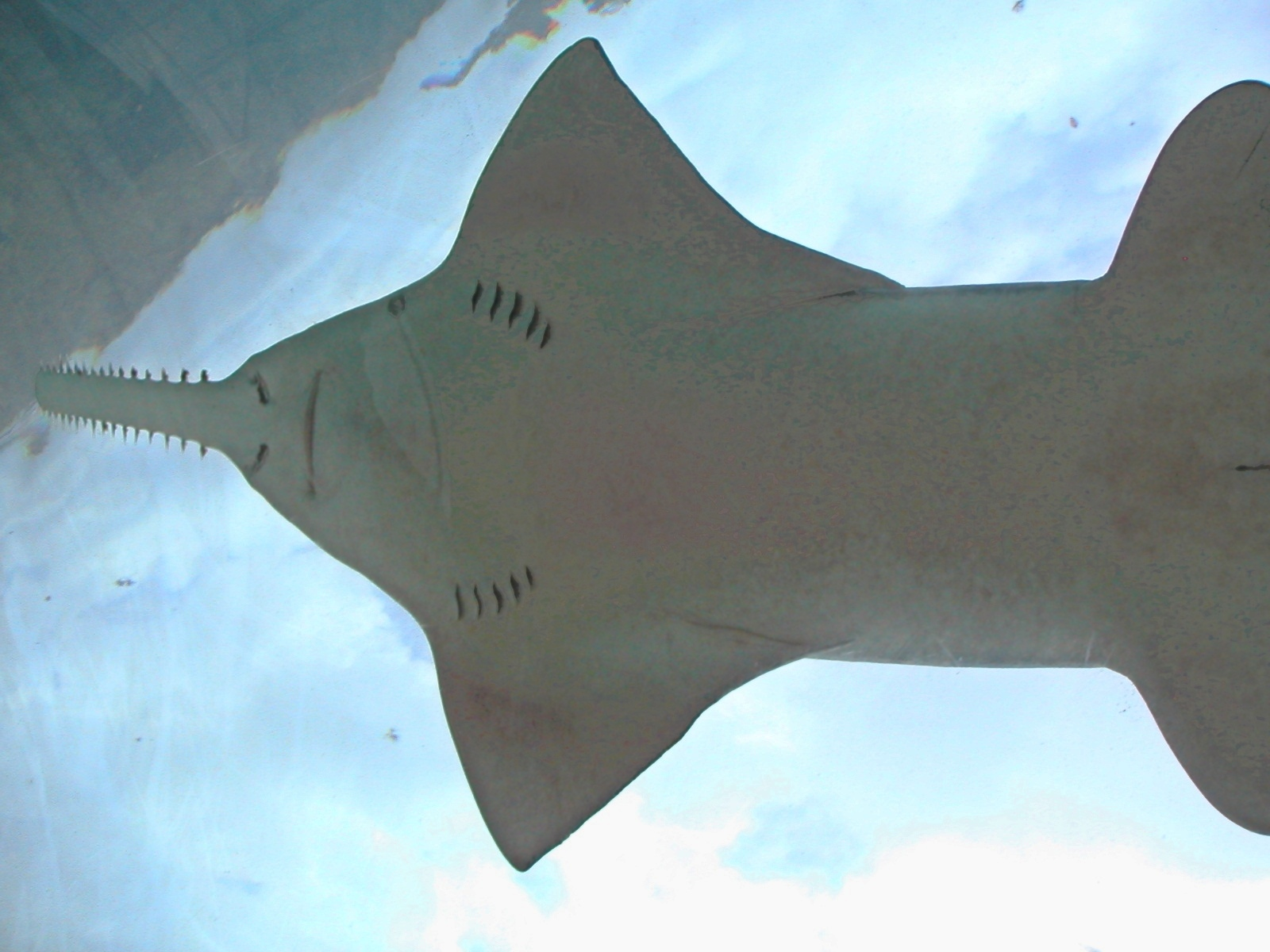